# Moneda fuerte

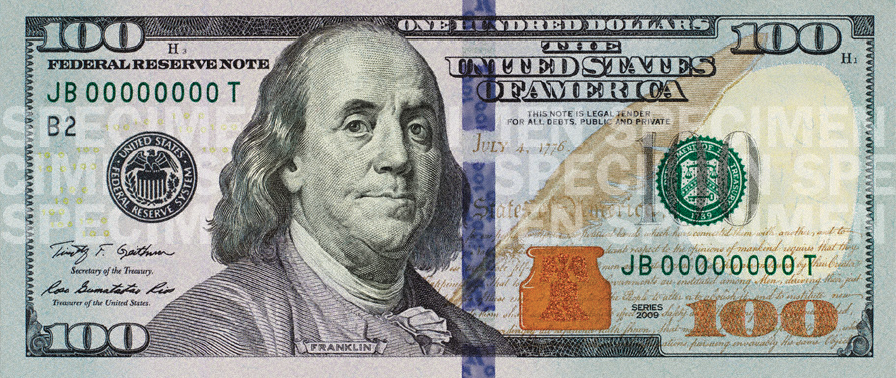
Billete de 100 dólares (de estados unidos)

En economía, una moneda fuerte se refiere a una moneda comerciada globalmente que puede servir como un depósito de valor confiable y estable. Entre los factores que contribuyen a la condición de fortaleza de una moneda se incluye la estabilidad política, inflación baja, políticas monetarias y fiscales consistentes, respaldo con reservas de metales preciosos y tendencia de valoración al alza y estable al largo plazo respecto a otras monedas.

## Historia
Thomas Gresham estableció una distinción entre «monedas buenas» y «monedas malas». Según su teoría, cuando una unidad monetaria depreciada está en circulación simultáneamente con otras monedas cuyo valor no se ha depreciado en relación con el de un metal precioso, las monedas depreciadas y, por tanto, menos valiosas, serán las que circulen, la «buena» se ahorrará y a largo plazo, desaparecerá de las transacciones.
La ley de Gresham fue pensada en particular para los sistemas monetarios bimetálicos, aunque Gresham la formuló a partir de la única moneda de plata de su época: el shillling, desnaturalizado por un señoreaje muy importante, lo que había llevado a la desaparición de los shillings fundidos antes de este señoreaje. Gresham realizó sus observaciones sobre el mal y el buen dinero mientras estaba al servicio de la reina Isabel, con respecto a la pobre calidad observada del acuñamiento británico. Los monarcas previos, Enrique VIII y Eduardo VI de Inglaterra, habían obligado al pueblo a aceptar monedas envilecidas por medio de sus leyes sobre moneda de curso legal. Gresham también hizo su comparación de buen y mal dinero cuando el metal precioso en la moneda era el mismo, aunque no comparó plata con oro ni oro con papel moneda.
Si bien la teoría fue atribuida a Gresham, esta ley es, de hecho, más antigua: Nicolás Oresme demostró su mecanismo en 1371 y Aristófanes ya la había evocado en su comedia Las ranas.
Otro antecedente fue el tratado Monetae cudendae ratio (1519) de Nicolás Copérnico, en el cual Copérnico escribió que la «mala (envilecida) moneda lleva fuera de circulación a la buena (no envilecida) moneda».